# Órmos Mítikas
Órmos Mítikas är en vik i Grekland.   Den ligger i prefekturen Nomós Aitolías kai Akarnanías och regionen Västra Grekland, i den centrala delen av landet, 250 km väster om huvudstaden Aten.